# Denís Matsukévich
Denís Matsukévich (nacido el 28 de marzo de 1986) es un tenista profesional ruso, nacido en la ciudad de Minsk, Bielorrusia. 

## Carrera
Su mejor ranking individual es el n.º 234 alcanzado el 26 de septiembre de 2011, mientras que en dobles logró la posición 155 el 27 de julio de 2009.
Ha logrado hasta el momento 1 títulos de la categoría ATP Challenger Tour en la modalidad de dobles.

## Títulos; 1 (0 + 1)
| Leyenda                        | Individuales | Dobles |
| ------------------------------ | ------------ | ------ |
| Grand Slam (tenis)\|Grand Slam | 0            | 0      |
| ATP World Tour Finals          | 0            | 0      |
| ATP World Tour Masters 1000    | 0            | 0      |
| ATP World Tour 500 Series      | 0            | 0      |
| ATP World Tour 250 Series      | 0            | 0      |
| ATP Challenger Series          | 0            | 1      |

### Dobles
| N.º | Fecha | Torneo                   | Superficie | Pareja         | Oponentes en la final      | Resultado        |
| --- | ----- | ------------------------ | ---------- | -------------- | -------------------------- | ---------------- |
| 1.  | 2008  | Challenger de Samarcanda | Dura       | Irakli Labadze | Danila Arsenov Vaja Uzakov | 7–6, 4–6, [10–3] |